# هیلساید، نیوجرسی
هیلساید (به انگلیسی: Hillside) شهری در ایالت نیوجرسی کشور ایالات متحده آمریکا است که جمعیت آن در سرشماری سال ۲۰۱۰ میلادی، ۲۱٬۴۰۴ نفر بوده‌است.